# Tele Tema
Tele Tema é um programa de televisão brasileiro do tipo teledramaturgia não seriada, produzido e exibido pela TV Globo entre 21 de abril de 1986 e 20 de março de 1987 e entre 1º de janeiro e 23 de março de 1990.

## Formato
Embora tivesse episódios divididos em cinco capítulos de 25 minutos para exibição de segunda a sexta-feira, tal qual o Caso Verdade, programa que o antecedeu, diferentemente deste o Tele Tema apresentava histórias ficcionais, sem aspectos necessariamente ligados a alguma história real.
Em junho de 1986, o Tele Tema foi suspenso durante um mês em função das transmissões das partidas da Copa do Mundo do México.
Alguns episódios do Caso Verdade foram reapresentados entre outubro e novembro de 1986.
No começo de dezembro de 1986 e entre janeiro e março de 1987, foram reprisados os melhores episódios da primeira temporada.
Na segunda temporada, exibida em 1990, os episódios passaram a ter entre cinco e 20 capítulos.

## Episódios[2]

### Primeira Temporada (1986-1987)
| Número | Episódio                                  | Início                 | Término                |
| ------ | ----------------------------------------- | ---------------------- | ---------------------- |
| 01     | Bar, doce bar                             | 21 de abril de 1986    | 25 de abril de 1986    |
| 02     | O russo desaparecido e a mulata Esmeralda | 28 de abril de 1986    | 2 de maio de 1986      |
| 03     | Laércio é nosso rei                       | 5 de maio de 1986      | 9 de maio de 1986      |
| 04     | Maria testemunha                          | 12 de maio de 1986     | 16 de maio de 1986     |
| 05     | Bancando o cupido                         | 19 de maio de 1986     | 23 de maio de 1986     |
| 06     | A luneta mágica                           | 26 de maio de 1986     | 30 de maio de 1986     |
| 07     | Estrela do mar                            | 30 de junho de 1986    | 4 de julho de 1986     |
| 08     | O sequestro de Lauro Corona               | 7 de julho de 1986     | 11 de julho de 1986    |
| 09     | Muito prazer em conhecê-la                | 14 de julho de 1986    | 18 de julho de 1986    |
| 10     | Grande prêmio                             | 21 de julho de 1986    | 25 de julho de 1986    |
| 11     | Amor por um fio                           | 28 de julho de 1986    | 1º de agosto de 1986   |
| 12     | Esse tal de rock'n'roll                   | 4 de agosto de 1986    | 8 de agosto de 1986    |
| 13     | A única chance                            | 11 de agosto de 1986   | 15 de agosto de 1986   |
| 14     | Luz, câmera, ação!                        | 18 de agosto de 1986   | 22 de agosto de 1986   |
| 15     | Irmã de criação                           | 25 de agosto de 1986   | 29 de agosto de 1986   |
| 16     | O homem que salvou van Gogh do suicídio   | 1º de setembro de 1986 | 5 de setembro de 1986  |
| 17     | A principal causa do divórcio             | 8 de setembro de 1986  | 12 de setembro de 1986 |
| 18     | Os lunáticos                              | 15 de setembro de 1986 | 19 de setembro de 1986 |
| 19     | A morte chega na véspera                  | 22 de setembro de 1986 | 26 de setembro de 1986 |
| 20     | Um é pouco, dois é demais                 | 29 de setembro de 1986 | 3 de outubro de 1986   |
| 21     | A árvore mágica                           | 6 de outubro de 1986   | 10 de outubro de 1986  |
| 22     | E agora, Gabriel?                         | 13 de outubro de 1986  | 17 de outubro de 1986  |
| 23     | Procura-se um Papai Noel                  | 22 de dezembro de 1986 | 26 de dezembro de 1986 |
| 24     | A Odisseia da turma                       | 29 de dezembro de 1986 | 2 de janeiro de 1987   |

Reprises do Caso Verdade
| Episódio                          | Início                 | Término                |
| --------------------------------- | ---------------------- | ---------------------- |
| A hora e a vez de Germano da Hora | 20 de outubro de 1986  | 24 de outubro de 1986  |
| O homem sem rosto                 | 27 de outubro de 1986  | 31 de outubro de 1986  |
| O menino dos milagres             | 3 de novembro de 1986  | 7 de novembro de 1986  |
| O bravo soldado bombeiro          | 10 de novembro de 1986 | 14 de novembro de 1986 |
| As mãos que tocam em Deus         | 17 de novembro de 1986 | 21 de novembro de 1986 |
| Amor em preto-e-branco            | 24 de novembro de 1986 | 28 de novembro de 1986 |

Reprises da Primeira Temporada
| Episódio                                  | Início                  | Término                 |
| ----------------------------------------- | ----------------------- | ----------------------- |
| Bar, doce bar                             | 1 º de dezembro de 1986 | 5 de dezembro de 1986   |
| O russo desaparecido e a mulata Esmeralda | 8 de dezembro de 1986   | 12 de dezembro de 1986  |
| O sequestro de Lauro Corona               | 15 de dezembro de 1986  | 19 de dezembro de 1986  |
| Maria testemunha                          | 5 de janeiro de 1987    | 9 de janeiro de 1987    |
| A luneta mágica                           | 12 de janeiro de 1987   | 16 de janeiro de 1987   |
| Estrela do mar                            | 19 de janeiro de 1987   | 23 de janeiro de 1987   |
| Muito prazer em conhecê-la                | 26 de janeiro de 1987   | 30 de janeiro de 1987   |
| Grande prêmio                             | 2 de fevereiro de 1987  | 6 de fevereiro de 1987  |
| Amor por um fio                           | 9 de fevereiro de 1987  | 13 de fevereiro de 1987 |
| A única chance                            | 16 de fevereiro de 1987 | 20 de fevereiro de 1987 |
| Luz, câmera, ação!                        | 23 de fevereiro de 1987 | 27 de fevereiro de 1987 |
| O homem que salvou van Gogh do suicídio   | 2 de março de 1987      | 6 de março de 1987      |
| A árvore mágica                           | 9 de março de 1987      | 13 de março de 1987     |
| E agora, Gabriel?                         | 16 de março de 1987     | 20 de março de 1987     |

### Segunda Temporada (1990)
| Número | Episódio                     | Início                  | Término                 |
| ------ | ---------------------------- | ----------------------- | ----------------------- |
| 25     | Contato imediato             | 1 de janeiro de 1990    | 5 de janeiro de 1990    |
| 26     | Whisky, Gelo e Cianureto     | 8 de janeiro de 1990    | 12 de janeiro de 1990   |
| 27     | O guru                       | 15 de janeiro de 1990   | 19 de janeiro de 1990   |
| 28     | Doce vida                    | 22 de janeiro de 1990   | 26 de janeiro de 1990   |
| 29     | Quem fica em casa é caramujo | 29 de janeiro de 1990   | 2 de fevereiro de 1990  |
| 30     | Iaiá Garcia                  | 5 de fevereiro de 1990  | 9 de fevereiro de 1990  |
| 31     | Do arco da velha             | 12 de fevereiro de 1990 | 23 de fevereiro de 1990 |
| 32     | Os descasados                | 26 de fevereiro de 1990 | 2 de março de 1990      |
| 33     | Armadilhas                   | 5 de março de 1990      | 9 de março de 1990      |
| 34     | Amor de menino               | 19 de março de 1990     | 23 de março de 1990     |